# アフリカ開発銀行
アフリカ開発銀行（アフリカかいはつぎんこう、仏: Banque africaine de développement、英: African Development Bank、略称：BAD、AfDB、ADB）は、アフリカで多くの国が独立した1964年にアフリカの経済開発促進を目的に発足した融資機関で、各国の債務危機の救済と運輸・通信・衛生・教育・経済・社会インフラの整備も行う。アフリカ経済委員会の斡旋で発足し、1966年に業務を開始した。加盟国はアフリカの全独立国と日米独などの域外国24か国で構成し、授権資本は229億ドルである。本部はアビジャンにあるが、2002年9月コートジボワールの政情不安から、チュニジアに一時移っている。
その他、貧困の度合いがより高い国々に対してより緩やかな条件で資金供与を行うアフリカ開発資金がある。

## 構成
- アフリカ開発銀行（African Development Bank）
- アフリカ開発資金（African Development Fund）
- ナイジェリア信託基金（Nigeria Trust Fund）

## 出資比率上位国
- ナイジェリア 8.9 %
- アメリカ合衆国 6.5 %
- 日本 5.5 %
- エジプト 5.1 %
- 南アフリカ共和国 4.6 %
- ドイツ 4.1 %
- アルジェリア 4.0 %
- リビア 3.8 %
- フランス 3.7 %
- カナダ 3.7 %

## 加盟メンバー
- アフリカの全独立国53か国
- 域外加盟国24か国（日本、アメリカ合衆国、イギリス、フランス、ドイツ、中国、インド、トルコ、ブラジル、韓国など）